# Carl Curtis
Carl Thomas Curtis (Minden, 15 marzo 1905 – Lincoln, 24 gennaio 2000) è stato un politico statunitense, senatore per lo stato del Nebraska dal 1955 al 1979 e in precedenza membro della Camera dei rappresentanti per lo stesso stato dal 1939 al 1954.

## Biografia
Nato e cresciuto nel Nebraska, Curtis si laureò in giurisprudenza ed intraprese la professione di avvocato.
Entrato in politica con il Partito Repubblicano, nel 1938 fu eletto deputato alla Camera dei Rappresentanti. Negli anni successivi venne riconfermato per altri sette mandati consecutivi.
Nel 1954 si candidò al seggio del Senato per il quale dal 1949 si erano avvicendate ben cinque persone all'interno dello stesso mandato, a seguito della morte del senatore Kenneth S. Wherry. Curtis vinse le elezioni, succedendo alla senatrice provvisoria Hazel Abel, la quale lasciò il Congresso qualche giorno prima della naturale scadenza del mandato in modo che il suo successore fosse nominato all'interno del vecchio mandato, acquisendo anzianità rispetto agli altri. Curtis divenne quindi la sesta e ultima persona ad essere incaricata di portare a termine il mandato incompiuto di Wherry.
Negli anni a venire, Carl Curtis fu rieletto senatore per altri tre mandati. Nel 1978 annunciò la propria volontà di andare in pensione e lasciò così il Congresso dopo quarant'anni di permanenza totali tra Camera e Senato.
Curtis fu un fido alleato del Presidente Richard Nixon, sostenendolo anche nel corso dello scandalo Watergate. Da legislatore, votò a favore del Civil Rights Act del 1957, di quello del 1960, di quello del 1964 e di quello del 1968. Votò inoltre a favore del Voting Rights Act e per la conferma di Thurgood Marshall come giudice della Corte Suprema.